# Área de conservación regional Bosque Moyán-Palacio
El Área de conservación regional Bosque Moyán-Palacio es un área protegida en el Perú. Se encuentra en los distritos de Motupe y Salas, provincia de Lambayeque, departamento de Lambayeque.
Fue creado el 22 de junio de 2011, mediante D.S. N.º 013-2011-MINAM. Tiene una extensión de 8 457.76 hectáreas cubriendo una muestra representativa de los bosques secos de colina y montaña de Lambayeque que forman parte del bosque seco ecuatorial.

## Fauna
Se han registrado dentro: 95 especies de aves, 04 especies de anfibios y 12 de reptiles (08 son saurios y 04 serpientes), y 17 especies de mamíferos. Las especies más destacadas son: Pava Aliblanca, Oso de Anteojos, Puma, pájaro carpintero, Martín pescador y pájaro relojero; así como variedades de iguanas y lagartijas.

## Flora
La flora de la reserva incluye las especies de árboles y arbustos como Algarrobo, Sapote, Hualtaco, Palo Santo, Pasallo y Faique.